# Laticauda schistorhynchus
Laticauda schistorhynchus är en ormart som beskrevs av Günther 1874. Laticauda schistorhynchus ingår i släktet Laticauda och familjen giftsnokar. IUCN kategoriserar arten globalt som sårbar. Inga underarter finns listade i Catalogue of Life.
Denna orm förekommer i havet kring ön Niue (Oceanien). Den kan dyka till ett djup av 50 meter. Arten besöker ofta landet och honor lägger sina ägg där. Vanligen läggs tre ägg per tillfälle. Äggen göms intill stenar eller under andra föremål, vanligen upp till 4 meter från strandlinjen.